# Betula murgabica
Betula murgabica är en björkväxtart som beskrevs av Viktor Nikolayevich Vassiljev. Betula murgabica ingår i släktet björkar, och familjen björkväxter. Inga underarter finns listade.